# 北约轰炸南斯拉夫
北约轰炸南斯拉夫是科索沃战争期间北大西洋公约组织对南斯拉夫联盟共和国的军事行动。轰炸从1999年3月24日持续至6月10日，北约正式行动代号盟军行动（英語：Operation Allied Force），美国稱之为高贵铁砧行动，在南斯拉夫则稱作仁慈的天使。该行动未经联合国授权，也是北约首次未獲联合国安理会批准使用武力，而且對象是對北約会员国並未造成威胁的主权国家。
北约的轰炸是继1995年北约轰炸波黑之後，其歷史上第二次主要作战行动。此次轰炸导致南斯拉夫军队从科索沃撤离，联合国建立联合国科索沃临时行政当局特派团，并结束20世纪90年代的南斯拉夫内战。
战争期间，北约向990个目标发射2,300枚导弹、投掷14,000枚包括贫铀弹和集束炸弹在内的炸弹。超过2,000名平民丧生，其中包括88名儿童，数千人受伤。超过20万塞尔维亚人被迫撤离科索沃。据今日俄罗斯报道，南斯拉夫官员称北约的空袭摧毁了300多所学校、图书馆及超过20家医院。至少40,000间房屋被夷平或损坏，约90处历史和建筑遗迹被损坏。

## 背景
科索沃自治权被废除后，自20世纪90年代初，阿尔巴尼亚语广播和电视受限，报刊被停，科索沃阿尔巴尼亚族被公共企事业单位开除的现象大量涌现，涉及银行、医院、邮局和学校。1991年6月，普里什蒂纳大学的集会和数个教师会被消除，阿尔巴尼亚族教师于1991年9月开始的新学年被禁止进入校舍，学生只得在家中自习。
随着时间的推移，阿尔巴尼亚族于1996年建立了科索沃解放军，发动了针对南斯拉夫政府的叛乱。1998年初，双方爆发武装冲突，同年10月15日签署北约促成的停火协议，两个月后双方再次撕约交战。1999年1月，据报道有45名阿尔巴尼亚人在拉查克大屠杀中遇害，北约认为只有引入维和部队，强行克制双方，才能解决冲突。3月23日，南斯拉夫拒绝签署《朗布依埃协议》，这一协议要求在科索沃部署3万名北约维和部队，北约军队在南斯拉夫境内拥有无阻碍通行权，以及北约及其代理人免于受到南斯拉夫法律的制裁；此外，北约还要求免费使用当地的道路、港口、铁路和机场，并征用公共设施供其使用。北约准备以武力部署维和人员，并以南斯拉夫拒绝签署协议为由轰炸南斯拉夫。

## 目标
北约在科索沃战争中的目标于1999年4月12日在北约布鲁塞尔总部召开的北大西洋理事会会议上确立：
1. 停止一切军事行动，立刻终止米洛舍维奇政府的暴力镇压活动。
2. 所有军队、警察和准军事部队从科索沃撤出。
3. 向科索沃派遣联合国维和部队。
4. 所有难民和流离失所者的无条件回归。
5. 建立基于《朗布依埃协议》，符合《国际法》和《聯合國憲章》的科索沃政治框架协议。

## 战略
盟军行动主要运用大规模空袭，从高空摧毁南军的军事基础设施。为尽量减少部队损失，避免遭到地面移动目标无效公开批评的风险，北约没有使用地面单位。三天过后，南斯拉夫的战略军事目标几乎被北约摧毁。尽管如此，南军仍能发挥作用，攻击主要在科索沃地区北部和南部的解放军叛乱分子。战略性经济和社会目标，如桥梁、军事设施、政府部门和工厂均被炸。远程巡航导弹用于攻击重点保护目标，如贝尔格莱德和普里什蒂纳的战略设施。
北约也对南斯拉夫的民用基础设施作出了袭击。5月3日，北约向塞尔维亚的五个发电厂投掷了石墨炸弹，这导致了塞尔维亚全国70%的电网被切断。北约亦针对南斯拉夫的医院、市场、居民区、塞爾維亞廣播電視台总部和发电厂、水处理厂作出了轰炸，造成整个塞尔维亚和科索沃的大量经济和环境损失。荷兰外交部长约齐亚斯·范阿尔特森表示，对南斯拉夫的打击应该削弱他们的军事能力并防止进一步的人道主义暴行。
1999年的科索沃战争一直受到是否使用空中力量，使得南斯拉夫投降及其他因素是否作出贡献的争论。由于法律对媒体的限制，南斯拉夫媒体关于部队在科索沃的动态及其他国家对人道危机的态度的报道很少。因此，很少有公众预料到会北约的轰炸，多数公众都是认为会达成外交协议。

### 空中力量系主战略论
约翰·基冈表示，南斯拉夫在科索沃战争中的投降，标志着战争的历史性转折点，“表明仅依靠空中力量也能赢得战争。”相比战前无用的外交尝试，以及部署大规模地面部队仍需数周時間之前，斯洛博丹·米洛舍维奇就签署了和平协议。
关于为何单独动用空中力量可以成功，军事分析人士认为，这需要有幾個因素配合。这几个因素通常很少同时出现，但在科索沃战争中都发生了：
1. 轰炸能在尽量减少伤亡的前提下造成破坏，利用人民压力结束而非延长敌对状态。科索沃战争精确行使了空中力量。
2. 來自當地人民的内部压力足以動搖其政府。在戰爭結束的一年後米洛舍维奇被推翻，顯示塞尔维亚政府仅是弱極權，依靠于国内支持。
3. 军事实力的差距使得对手无法抑制在其上空行使制空权。相对较为贫穷的巴尔干国家塞尔维亚，面对的是以美英为首的强大北约联军。
4. 卡尔·冯·克劳塞维茨曾视“敌人必不可少的规模”为自己的重心。南斯拉夫抵抗意志被打破或消除，是重心被破坏的主要因素。对米洛舍维奇而言，重心就是他对权力的掌控。他操作恶性通货膨胀、制裁并管制供求情况，允许塞尔维亚有强大的商业利益，而商家的反应是要保障他的权利。损失经济已被挤到几乎无利可图的地步时，商家就威胁停止对米洛舍维奇的支持，若空袭继续下去，会破坏昂贵的基础设施[53]。

### 空中力量非主战略论
1. 外交方面
  1. 英军中将迈克·杰克逊表示，俄罗斯6月3日投向西方，敦促米舍洛维奇投降的单一事件，对“结束战争具有重大意义。”投降在同一天出现[54]。俄罗斯在当时依赖西方的经济援助，这使得它容易受到北约的压力，从而放弃支持米舍洛维奇[55]。
  2. 联合国起诉米洛舍维奇为战犯，即使没有影响到他的自身利益，俄罗斯也不太可能恢复外交支持[56]。
  3. 《朗布依埃协定》同意南斯拉夫给予北约部队过境、露营、机动、扎营的权利，还利用塞尔维亚全国。米舍洛维奇一投降，北约部队仅能合理访问科索沃[57]。
  4. 该省的国际民事存在将由联合国控制，这允许俄罗斯行使否决权，以保护塞族的利益不受威胁[58]。
2. 同时进行的地面行动——目前科索沃解放军的地面行动仅在其本国展开，在反抗塞军方面取得一些成功。科萨雷一处靠近南军前哨基地的边防哨所被遗弃。尽管该哨所持有的供给线必须运抵各省并在尤尼克地区回吐。科军也渗透至帕斯里克山区西南方几英里处。但大多数省份仍受塞族人控制[59]。
3. 潜在的地面攻击——欧洲盟军最高司令韦斯利·克拉克将军，证实计划准备介入地面部队，“好让米洛舍维奇让步”[60]。在南斯拉夫投降的同一天，美国总统比尔·克林顿与四支特勤队的长官召开宣传会议，讨论地面兵力部署的选择，以防空战失败[61]。然而，地面进攻自从1999年4月遭到法国和德国反对后，已有一段时间。法国估计数字显示要50万军队才能成功。这让北约，尤其是美国不支持地面行动，有了明确的依据。考虑到这一点，美国人重申对空战的信心[62]。北约不愿使用地面部队，就让米洛舍维奇出于恐惧而投降的想法遭到怀疑[63]。

## 行动
1999年3月20日，欧洲安全与合作组织科索沃核查团监察员以“安全形势不断恶化”为由撤出科索沃。3月23日，理查德·霍布鲁克斡旋失败返回布鲁塞尔。数小时前，南斯拉夫国家电视台宣布以“北约对南斯拉夫的战争威胁迫在眉睫”为由，宣布进入紧急状态。UTC时间1999年3月23日22：17，北约秘书长哈维尔·索拉纳宣布指示欧洲盟军最高司令韦斯利·克拉克将军，开始在南斯拉夫联邦共和国的空中行动。”UTC3月24日19：00，北约开始轰炸南斯拉夫联盟共和国。

### 北约行动

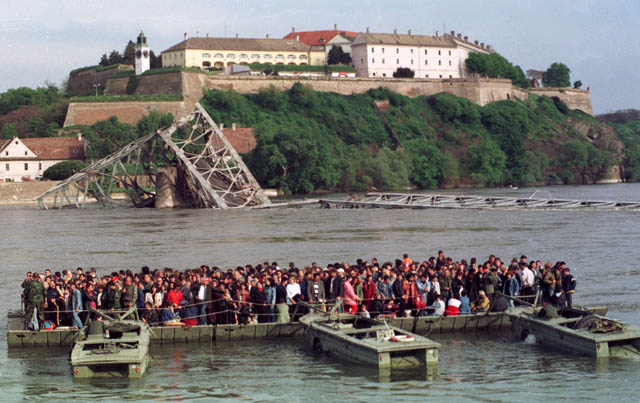
诺威萨三座桥梁遭损后，人们横渡多瑙河

1000架从意大利和德国空军基地调来的飞机参与轰炸行动，西奥多·罗斯福号航空母舰驻扎于亚得里亚海。以美国为首的所有北约成员国参加攻击南斯拉夫联盟共和国联军。10周的冲突期间，北约战机執行了38,000次作战任务。
协调世界时的1999年3月24日19:00，北约开始了对南斯拉夫的轰炸行动。黄昏时分，西班牙空军F/A-18大黄蜂战斗攻击机执行对敌防空压制操作，轰炸贝尔格莱德。舰船和潜艇发射BGM-109战斧巡航导弹。
该任务是德国空军自二战以来首次参与冲突。除了空中力量，美军第11航空团的阿帕奇直升机被派遣协同作战。布拉格堡第82空降攻击直升机大队的飞行员加入该团。该营保护AH-64阿帕奇攻击直升机前往加油，一个确定北约空袭目标的校队，部署至阿尔巴尼亚-科索沃边境。

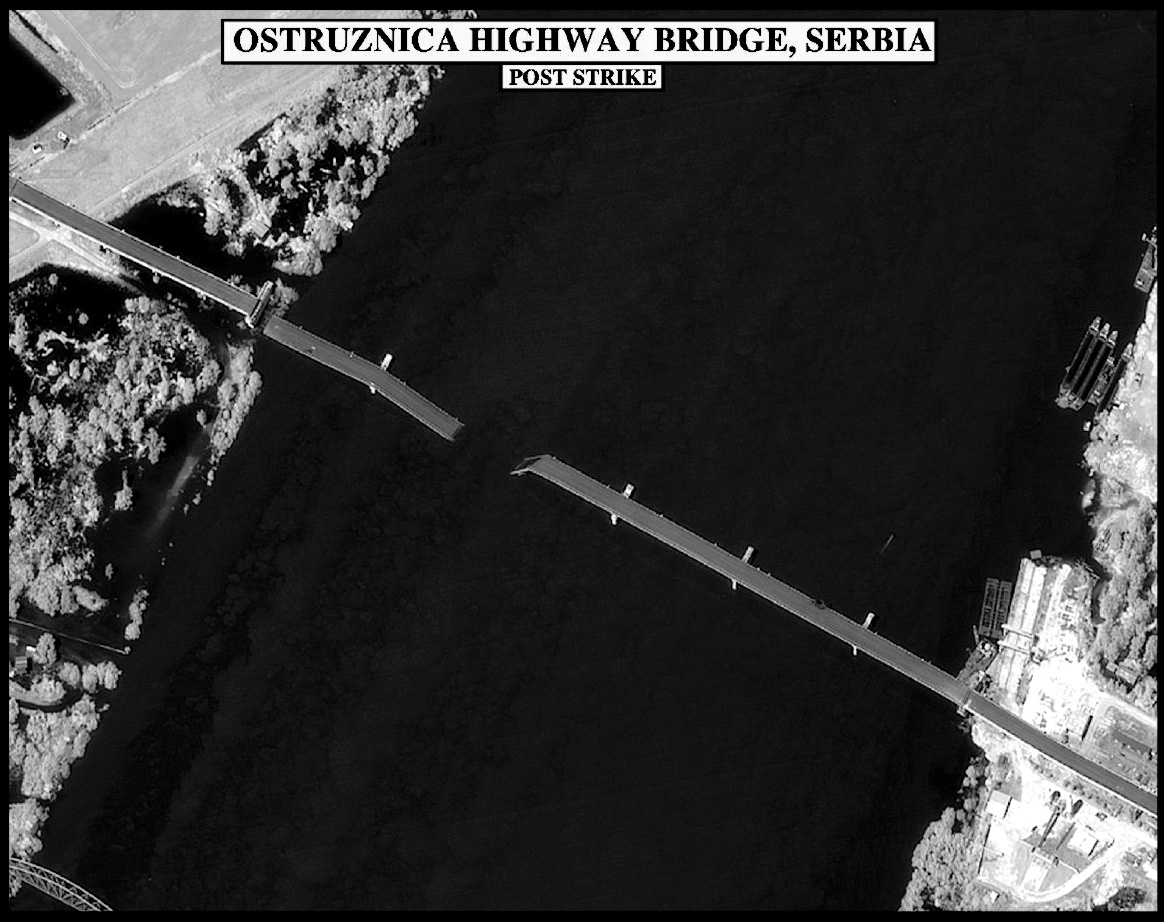
奥斯楚兹尼卡公路桥被切断

该战役最初旨在摧毁南斯拉夫防空系统和高价值军事目标。随着时间推移，北约的军事行动开始越来越多地针对南斯拉夫地面部队，并持续战略轰炸。黑山被炸数次，北约拒绝撑起反米洛舍维奇领导者米洛·久卡诺维奇岌岌可危的位置。军民公用目标遭到攻击，包括横跨多瑙河的桥梁、工厂、电站、通信设施、南斯拉夫左派总部、米洛舍维奇妻子领导的政党和阿文拉电视塔。有人抗议行动有违《国际法》和《日内瓦公约》。北约认为这些设施对南军可能有用，轰炸它们是合理的。
4月6日，北约空袭了阿莱克西纳茨的公寓楼和明显的民居。至少有4名平民丧生，30人受伤，一家民用医疗诊所遭到袭击。
4月12日，北约空袭了格尔德利察的一座铁路桥，击中了一列民用客运列车，造成20人死亡。后来，韦斯利·克拉克将军展示了视频镜头，并道歉称列车行驶速度过快，炸弹离目标太近，无法及时转向。德国日报《法蘭克福評論報》在2000年1月报道称，北约的视频以三倍速播放，这给人以列车速度极快的错误印象。
4月14日，北约飞机轰炸被南军当作人肉盾牌的科里萨附近的阿尔巴尼亚人。南军在轰炸后不久将电视台工作人员带到现场。南斯拉夫政府坚称北约是以平民为目标。
4月23日，北约轰炸了塞尔维亚广播电视台总部，造成16名平民员工死亡；国际特赦组织称此行为是为战争罪行。北约声称轰炸是合理的，因为该电视台是米洛舍维奇政权的宣传工具。
5月7日，北约轰炸中国在贝尔格莱德的大使馆，造成中国记者邵云环、许杏虎和朱颖遇难，至少20人受伤。美国国防部长解释称，此次错误的原因是“轰炸指令基于过时的地图”；但中华人民共和国政府并未接受这一解释，并于当天发表声明谴责此轰炸事件。目标是由中央情报局在正常北约瞄准体制之外选择的。美国总统比尔·克林顿为此次轰炸道歉，称其为意外事件。美国向中华人民共和国作出了经济赔偿。此次轰炸导致中华人民共和国与北约之间关系紧张，并激起了北京西方大使馆外的示威活动。
同日，据南斯拉夫官员、独立媒体和当地居民称，北约轰炸机在南塞尔维亚城市尼什的一个拥挤的露天市场和医院投下了集束炸弹，造成至少15人死亡，多人受伤。北约发言人Walter Jertz称没有迹象表明相关事件发生。
5月20日，北约的导弹击中了贝尔格莱德的一家医院，造成三人死亡。据南斯拉夫媒体报道，袭击还导致包括两名正在分娩的妇女和多名医护人员受伤，医院内的手术室和神经科部门被摧毁。瑞典驻南斯拉夫大使馆也在袭击中轻微受损。北约发言人杰米·谢伊声称此事件为意外。

### 北约指挥机构
索拉纳指示克拉克“开始在南斯拉夫联邦共和国的空中行动”后，克拉克委派南欧盟军行动总指挥官负责行动，又将控制权下放给盟军南欧空军司令，美空军中将迈克尔·C·舒特。行动上，执行任务的责任一天天下放给第五盟军战术空军部队指挥官。

### 南斯拉夫行动
海牙国际法庭裁定南军强行将超过70万科索沃阿尔巴尼亚族人流放到邻近的阿尔巴尼亚和马其顿，科索沃境内成千上万的人流离失所。4月，联合国报告有85万名难民撤离科索沃，另有23万人成为国内难民。德国外长约瑟夫·菲舍尔称难民危机是由“马蹄铁行动”引发的，这种行动的存在和性质遭到质疑。
塞尔维亚电视台声称，大批难民逃离科索沃是出于北约的轰炸，并非南斯拉夫的军事行动。南斯拉夫方面及其西方支持者声称，难民外流是由阿尔巴尼亚族民众恐慌造成的，撤离主要是害怕北约轰炸。
联合国和国际人权组织都相信这一危机是种族清洗的结果。塞族和阿族的众多报告都将矛头指向南斯拉夫安全部队和准军事部队，强迫他们撤离空城镇和阿尔巴尼亚人村庄。
联合国以米舍诺维奇和其他官员对科索沃平民施加暴行为由，指控其战争罪。
1999年3月29日，为避免可能的破坏，南斯拉夫航空将约30架民用飞机从贝尔格莱德撤离至邻近国家储存保管。

### 空战

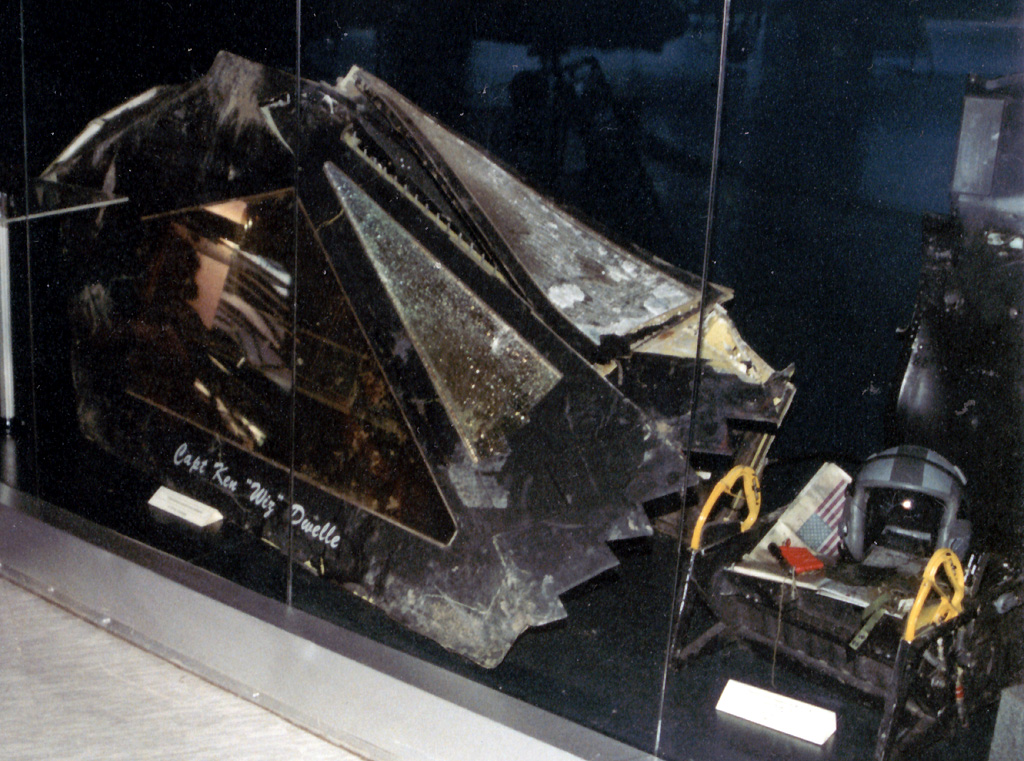
1999年3月27日被南斯拉夫空军击落的F-117夜鹰战斗机

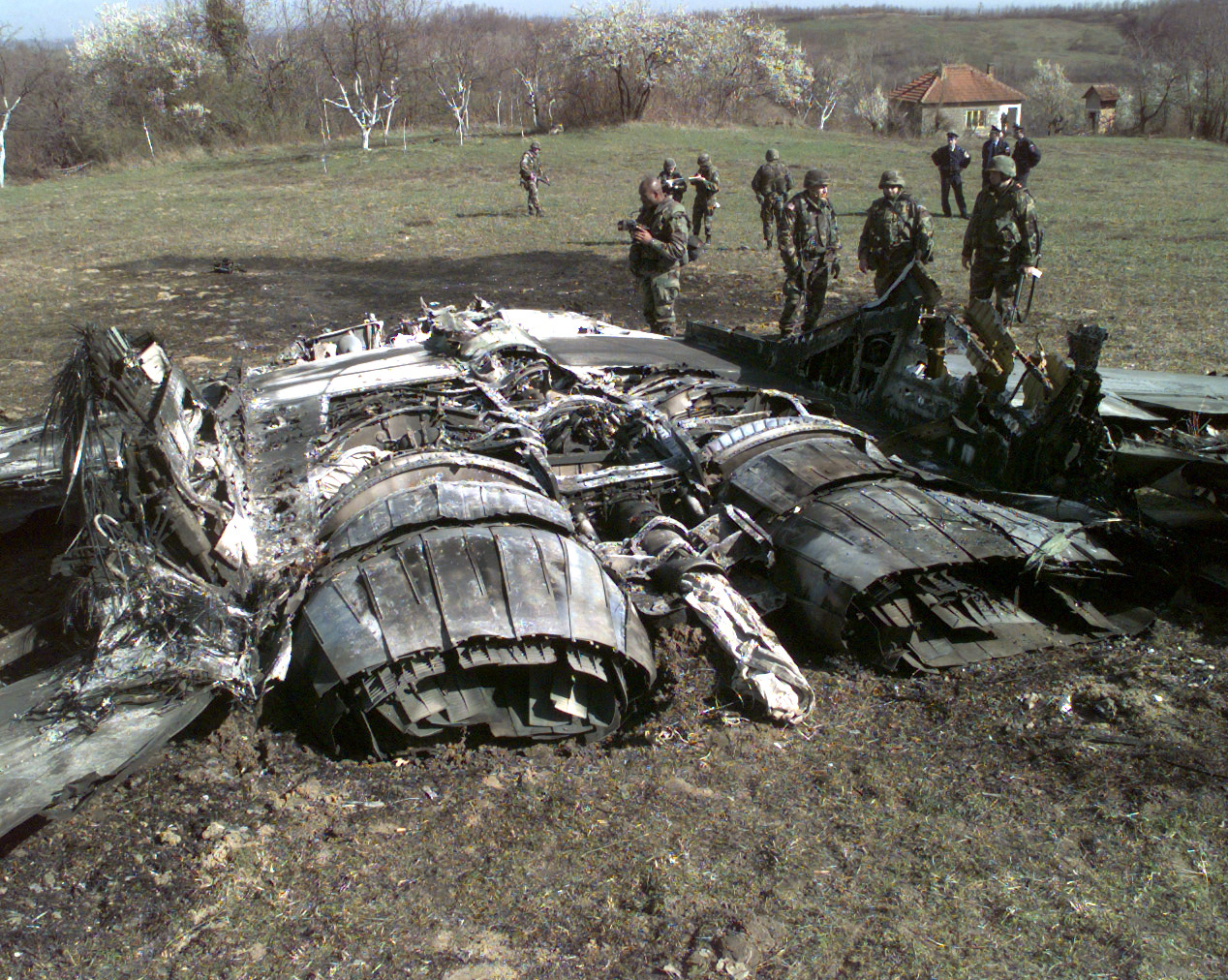
南斯拉夫米格-29战斗机的残骸，1999年3月25日

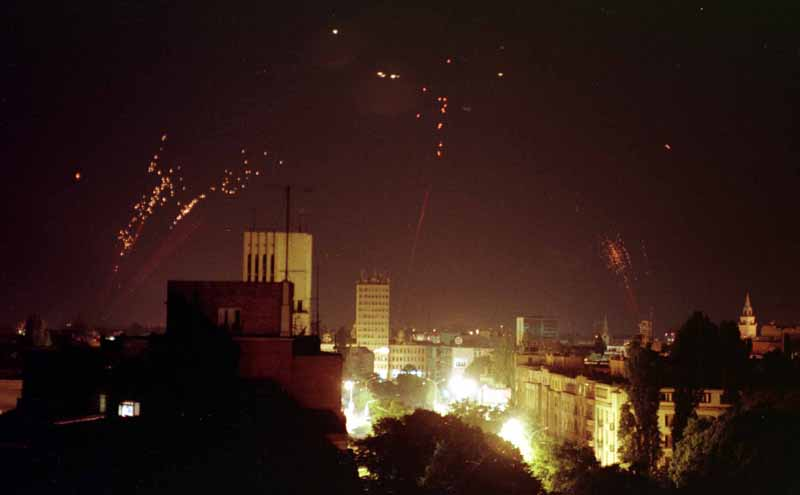
南斯拉夫夜间的防空火力

南斯拉夫空军与对立空中力量的交战，是战争的重要部分。美国空军用于打击南斯拉夫防守战机的F-15和F-16战机，从意大利空军基地调来。南斯拉夫担任主力的是缺乏配件和维护的米格-29战机。其他北约部队也推动了空战。
下面列出本次空战中的事件：
- 1999年3月24日-25日夜间，为对抗首轮袭击，南斯拉夫空军5架米格-29起飞。两架战机从尼什机场起飞，拦截以塞尔维亚和科索沃南部为目标的北约战机。其间，德拉甘·伊里奇驾驶的米格-29，被荷兰F-16AM战机发射的一枚AIM-120导弹击中。他在一台发动机失效的情况下迫降，而后作为诱饵被毁。由蒂诺·亚利桑诺威驾驶的第二架米格，被美空军中校塞萨尔·罗德里格斯驾驶的F-15C击落。从巴塔伊尼察空军基地起飞的内博伊沙·尼库里上校和柳比沙·库拉辛，分别被美空军上尉迈克·绍尔盯上，尼库里被击中，库拉辛躲过了绍尔发射的数枚导弹却扰乱了系统。他最终意识到战机失控欲降落时，发现巴塔伊尼察基地受到攻击，遂改行至贝尔格莱德的尼古拉·特斯拉机场并安全着陆。他的飞机隐藏在暂时停放的一架退役飞机的尾部[105]。最后一架战机由普雷德拉戈·米卢蒂诺维奇少校驾驶。战机雷达和发电机起飞后不久故障。不久后，他受到SPO-15火控雷达的威胁，就以数个回旋躲避对手。为试图进一步躲避威胁，他接近尼什机场打算降落，却被友军2K12卡布弹击落而报销[106]。
- 3月25日早晨，斯洛博丹·特萨诺维奇少校降落到珀尼夫空军基地的米格-29陷入僵局，少校跳伞逃生[107]。
- 战争期间，南斯拉夫攻击机J-22和G-4执行20-30次针对科索沃解放军的树梢高度作战任务[108]。1999年3月25日，一架J-22撞上科索沃一座小山，驾驶员齐沃塔·都里克中校身亡，坠机原因不明确，北约未声称击落该战机[107]。
- 3月25日中午，两架从巴塔伊尼察起飞的米格-29追逐波斯尼亚方向的北约战机。战机越过边境时，被两架F-15锁定。两架战机被F-15队长杰夫．黃击落[109]。其中一位米格飞行员，斯洛博丹·裴里克弹出时至少躲过一枚导弹，后来由斯普斯卡共和国警察协助偷渡回南斯拉夫。另一名飞行员未弹出就阵亡[8]。
- 3月27日，第250导弹旅第3营——南斯拉夫防空操作员用「过时的」苏制长波雷达发现美军一架F-117A隐形战斗机，在上校丹尼·佐尔顿的指挥下，使用S-125导弹（北约命名为SA-3导弹）将其击落[110]。飞行员弹射逃生后，在别尔哥罗德附近被搜救部隊救出。这是隐形战机首次也是目前唯一一次被击落的案例[111]。
- 4月5日、6日和7日，一架南斯拉夫米格-29紧急升空拦截北约战机，但每次南斯拉夫飞行员均以飞机故障为由拒绝参战[106]。
- 4月30日，一些美国消息来源证实，第二架F-117A遭损[13]。尽管飞机已返回基地，但按理无法再飞[14][112]。
- 5月2日，一架美国F-16在沙巴茨附近被击落，属第250导弹旅第3营的SA-3再次开火。飞行员获救。同一天，一架A-10雷电二式攻击机被科索沃一枚9K32（SA-7）地对空导弹击中，飞机严重受损，被迫紧急降落于斯科普里[113]。另一架美军鹞式垂直起降飞机，执行返回基萨奇山号两栖攻击舰的训练任务时坠毁，飞行员获救[114]。
- 5月4日，一架由米伦科·帕夫洛维奇驾驶的南斯拉夫米格-29，在低空飞过他的家乡瓦列沃时，被美国空军两架F-16击落。飞机下降后可能又遭友军导弹击中，导致帕夫洛维奇阵亡[8]。
- 5月11日，一架A-10在科索沃上空轻微受损[113]。
- 北约在战争中期间，丢失两架AH-64阿帕奇直升机，一架在4月26日，另一架5月4日[115]在阿尔巴尼亚于南斯拉夫边境附近，2名乘员在训练期间的意外中死亡。
- 北约声称冲突期间由于技术故障或敌方行动，失去21架无人机，其中7架属德国，5架属法国。南斯拉夫第三军司令表示，南军击落21架北约无人机，另一位南军将军还声称南斯拉夫防空系统和地面部队击落30架无人机[21]。

### 驻科部队
4月起，冲突趋于解决。北约国家开始商讨以地面部队入侵科索沃，但美国总统比尔·克林顿不愿意投入美军地面部队。同时，芬兰和俄罗斯的谈判代表继续尝试说服米洛舍维奇投降。别无选择的米洛舍维奇，最终接受了调解小组提出的条件，同意联合国接管科索沃境内的军事力量，除了北约军。
米洛舍维奇接受条件后，6月12日，驻科部队开入科索沃准备作战，但最终仅执行维持和平的任务。该部队基于盟军快速反应部队总部，后来由英国陆军中将迈克·杰克逊指挥，包含英军（第4装甲师和第5空降旅的合并旅）、法国陆军旅、德国陆军旅、意大利陆军旅和美国军队旅。德军从西面突入，其他方面军向南推进。先头部队由美国陆军第1装甲师率领，下属部队有德国鲍姆霍尔德尔TF1-35装甲师、北卡罗来纳州列尊营第26海军陆战队远征部队、德国施韦因富特第26步兵团第1营和第4骑兵团回声部队。此外，希腊陆军第501机械化步兵营隶属美军。美军起初定于乌洛舍瓦茨（即日后的邦德斯蒂尔营）和蒙特私营的格尼拉内镇展开四个月的行动，驻扎此地直至科索沃东南方面部队确立秩序。
首支1999年6月12日进入普里什蒂纳的北约军是挪威特种部队和英国第22特种空勤团，尽管俄罗斯军队率先到达让北约很是尴尬。挪威士兵首先与俄罗斯军队在机场碰头。挪威军的任务是调解交战各方，调整塞尔维亚人和科索沃阿族和平协议的内容。
入侵初期，美军受到阿族人的欢迎，尽管美军和驻科部队碾过村庄，阿族人还是向美军献花。虽然碰面时没有抵抗，还是有3名美军先头部队士兵在事故中丧生。
伴随军事行动的开展，北约驻科军队将俄罗斯维和人员视为威胁。俄罗斯预计在科索沃有独立机构，但对北约插手指挥一事惊讶之余又感不满。没有事先跟北约作沟通协调，俄罗斯维和部队从波斯尼亚进入科索沃，将普里什蒂纳国际机场占领。
2010年，詹姆仕·布朗特接受采访时，讲述了他所在的部队，是如何早于3万人已到埠维和部队和俄罗斯军队占领机场，执行维护普里什蒂纳安全的任务。作为现场的指挥官，布朗特执行解决潜在国际暴力事件的艰巨任务。他还讲述了自己如何拒绝服从北约指挥官进攻俄国的命令。
前哨炮手与野战炮兵在普雷舍沃谷建立高地，企图监察和协助俄罗斯部队维持和平的努力。

## 北约军
虽然与战事没有直接联系，1999年3月21日，捷克、匈牙利和波兰依照《北大西洋公约》第10条，在密苏里州独立城举办签字仪式，正式加入北约。这些国家没有直接参与军事行动，其中匈牙利更是反對出兵南聯盟。

### 空军
行动的很大要素是北约空中力量及对美国空军和海军的严重依赖。法国海军和空军操作超级军旗攻击机和幻影2000战斗机，意大利空军坐拥34架狂风式战斗机、12架F-104星式战斗机、12架AMX，意大利海军拥有AV-8攻击机。英国皇家空军操纵狂风式战斗机、GR-7鹞式战机和数组支援飞机。比利时、丹麦、荷兰和土耳其空军操纵F-16战机。西班牙空军部署了F/A-18大黄蜂战斗攻击机和KC-130潜行者战斗机。加拿大空军部署了18架CF-18大黄蜂战斗攻击机负责投放占据10%的炸弹。
战机均装备制导和非制导“哑巴”炸弹，包括宝石路系列激光制导导弹。轰炸行动是德国空军自二战结束以来，首次积极参与的作战行动。
然而，北约大多依靠美国空中力量，大多数用F-16、F-15、F-117、F-14、F-18、EA-6B、B-52、KC-135、KC-10和空中预警机，还有遍布欧洲各基地和航母的JSTARS。美国B-2幽灵隐形轰炸机在盟军行动中首次成功投入作战，该战机遍布美国各大基地。

### 航空
盟军行动首次以大规模使用军事卫星作为武器制导的直接方法。集体轰炸是带JDAM套件的联合直接攻击弹药首次投入战斗使用，其采用惯性制导和GPS制导尾翼，增加传统炸弹的重力，命中率高达95%。B-2轰炸机JDAM套件。AGM-154联合战区外武器此前曾于1999年早些时候的南方守望行动中使用。

### 海军
北约海军在亚得里亚海展开行动。英国皇家海军派出带海鹞战斗攻击机的无敌号航空母舰。皇家海军还部署了驱逐舰和护卫舰，皇家海军辅助舰队则提供RFA阿格斯A135支援船。皇家海军首次使用巡航导弹作战。意大利海军则派出加里波底号航空母舰、一艘护卫舰和潜艇。美国海军的特遣部队包括西奥多·罗斯福号航空母舰和韦拉弯号巡洋舰。法国海军则派出福熙号航空母舰。德国派出不莱梅级莱茵兰-普法尔茨号护卫舰和OSTE级服务船参与海军行动。

### 陆军
美军地面部队包括第82空降师第505伞兵团一个营。1999年3月，该单位部署于阿尔巴尼亚地拉那机场、阿帕奇直升机加油点以支援轰炸行动，并建立前瞻性的行动基地，准备多管火箭发射系统打击和进攻性地面行动，还部署了AN/TPQ-36火炮搜寻者雷达小组，为北约空袭搜寻阿尔巴尼亚/科索沃边界目标。轰炸结束后，该营在地拉那机场改编后，作为嘉德联合行动的先头主力部队。鹰特遣队亦被部署。

## 后果

### 平民伤亡

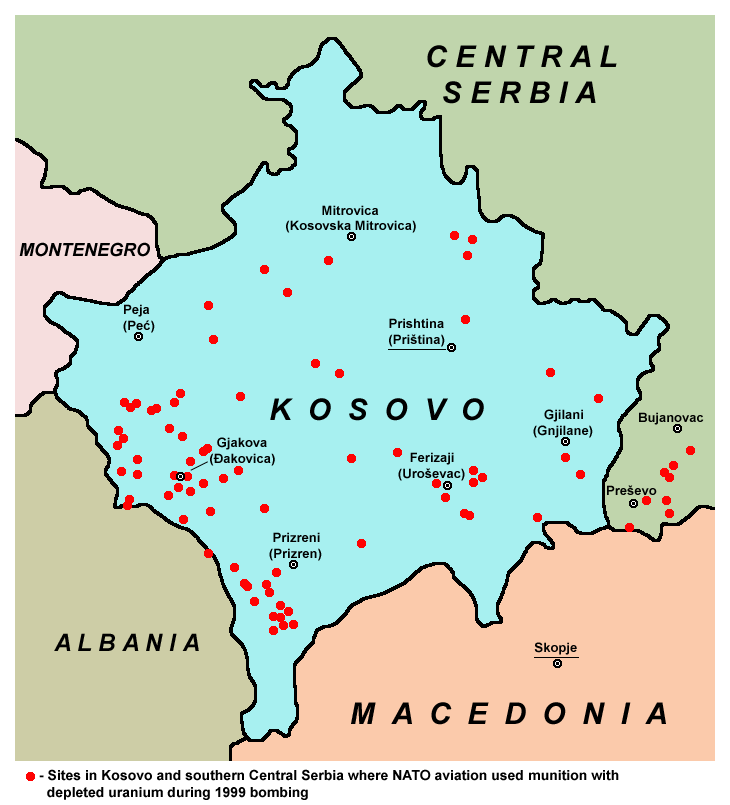
北约在科索沃和塞尔维亚中部南方使用贫铀炸弹的地点

据人权观察统计，有489到528名平民在盟军行动的不同事件中丧生，难民常是受害者。278到317人死亡，其中科索沃死伤人数占总数56%-60%。在塞尔维亚，有201名平民遇害（5名在伏伊伏丁那），黑山有8人遇害。至少有占登记死亡人数总量三分之二（303至352人）的平民，死于12起造成10个或以上的平民死亡的事故。

### 军人伤亡
北约的军人伤亡很少。据官方报告，作战期间同盟军没有伤亡。然而在5月5日，一架美军AH-64阿帕奇直升机在阿尔巴尼亚夜间执行任务期间爆炸后坠毁于地拉那40公里处，陆军参谋长准尉大卫·吉布斯和凯文·赖克特身亡。南军声称击落飞机，北约称技术故障导致坠毁。一份战争研究报告指出，南斯拉夫防空系统向北约战机共发射700枚导弹，首批50个任务B-1轰炸机机组人员至少发射20面地对空导弹。

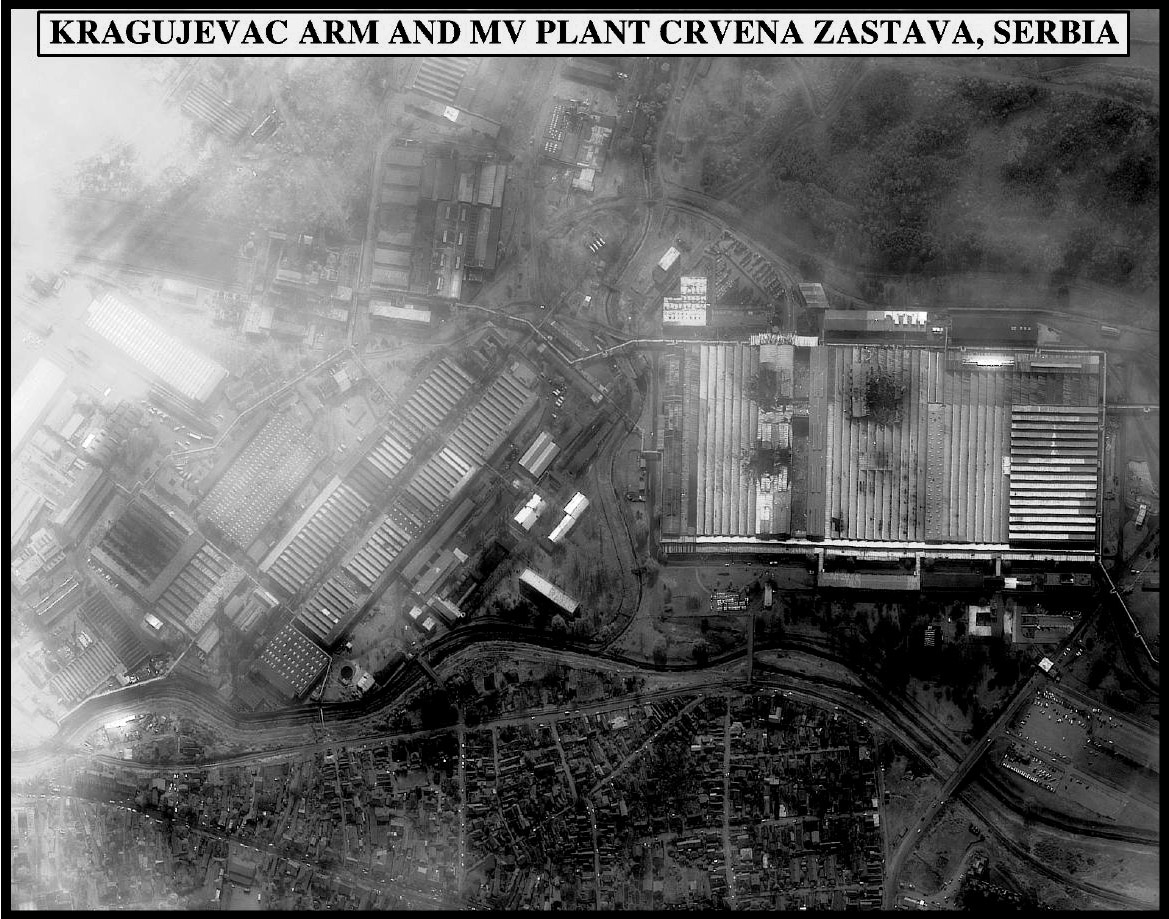
扎斯塔娃汽车厂的战后炸弹损伤评估照片

由于使用伪装，盟军行动对南军造成的攻击伤害比原先少。其他误导技术用于伪装军事目标。桥梁和建筑物等战略目标仅在战争后期以任何系统方式摧毁，造成显著破坏和经济损失。战役的这个阶段也引发争议事件，其中以中华人民共和国驻贝尔格莱德大使馆3名中国记者被炸身亡最受人关注，北约声称事件是错误所致。
有50名意军士兵被认为死于接触贫铀武器。虽然联合国环境署没有检测出任何受贫铀武器伤害的证据，但环境署的检测和报告引发广泛争议。

### 损害和经济损失
1999年4月，在北约轰炸期间，南斯拉夫官员称轰炸行动造成的损害到当时为止约为1000亿美元。
2000年，轰炸结束一年后，G17 Plus党发布了一份关于损害和经济恢复的调查报告。该报告得出结论，轰炸造成的直接损害总额为38亿美元，不包括当时只修复了其中5%的科索沃。
2006年，来自G17 Plus党的一组经济学家估计，轰炸导致的总经济损失约为296亿美元。
轰炸造成了桥梁、道路和铁路轨道的损毁，以及2.5万栋房屋、69所学校和176座文化遗迹的损害。此外，19家医院和20个卫生中心也受到了破坏，其中包括德拉吉莎·米索维奇大学医院中心。北约的轰炸还导致了中世纪文物的损毁，如格拉查尼察修道院、佩奇牧首修道院和维索基·德查尼修道院，这些文物在今天都被列入了联合国教科文组织的世界遗产名录之中。贝尔格莱德最受欢迎的象征之一，阿瓦拉塔，也在轰炸中被摧毁。
联合国环境署指出了使用贫铀弹药的情况，并对未来的地下水污染风险提出了警告，并记述了南斯拉夫、塞尔维亚和黑山当局进行的“除污措施”。

### 政治成果
当北约同意联合国政治监督科索沃三年内不得有独立公投时，南斯拉夫政府在俄罗斯的强势外交推动下，同意从科索沃撤军，轰炸于6月10日暂停。南斯拉夫军队和北约签署了库马诺沃协议，该协议的条款相比兰布依协议要宽松得多，尤其是附录B被从协议中删除。附录B要求北约部队在整个南斯拉夫（包括塞尔维亚）领土内自由行动并进行军事行动，南斯拉夫政府将其视为对主权的威胁，这是他们未签署兰布依协议的主要原因。
6月11日，战争正式结束，俄罗斯伞兵占领了斯拉蒂纳机场，成为战争中的首支维和部队。但英国军队仍然在马其顿边境集结，计划凌晨5点进入科索沃。塞尔维亚人视俄罗斯人的到来为证明战争属联合国行动，而非北约行动的证据。战事结束后，6月12日，美军第82空降师和2-505伞兵团执行联合卫士行动，进入战火纷飞的科索沃。
南斯拉夫总统米舍诺维奇在冲突中幸存；然而，国际刑事法庭指控米舍诺维奇及相关的政治和军事人物战争罪。这一起诉导致南斯拉夫大多被国际社会遗弃，而米舍诺维奇一旦离开南斯拉夫就会被逮捕。该国经济在冲突一年后受到严重影响。米舍洛维奇政府带来的幻灭感致使其于2000年10月被推翻。
逾千人因冲突丧失，数十万人从战争省份逃亡该国其他地区或周边国家。大多数阿族难民在数周或数月内返家，却仍有大部分非阿族人口逃亡塞尔维亚的其他地区，或是科索沃境内受保护的领土。阿族游击队活动蔓延到塞尔维亚其他地区和邻国马其顿，2001年才衰退。种族冲突和骚扰进一步减少，被正式解散的科索沃解放军老兵们对科索沃独立的需求没有满足，以新的暴力行动作出威胁。
2002年12月，伊丽莎白二世批准授予皇家空军参与冲突的第1、7、8、9、14、23、31、51、101和2016中队战斗荣誉奖章。该荣誉还延伸至部署行动的加拿大空军第425和441中队。
2008年2月17日，科索沃宣布独立并成立新的共和国政府。

## 对战争的态度

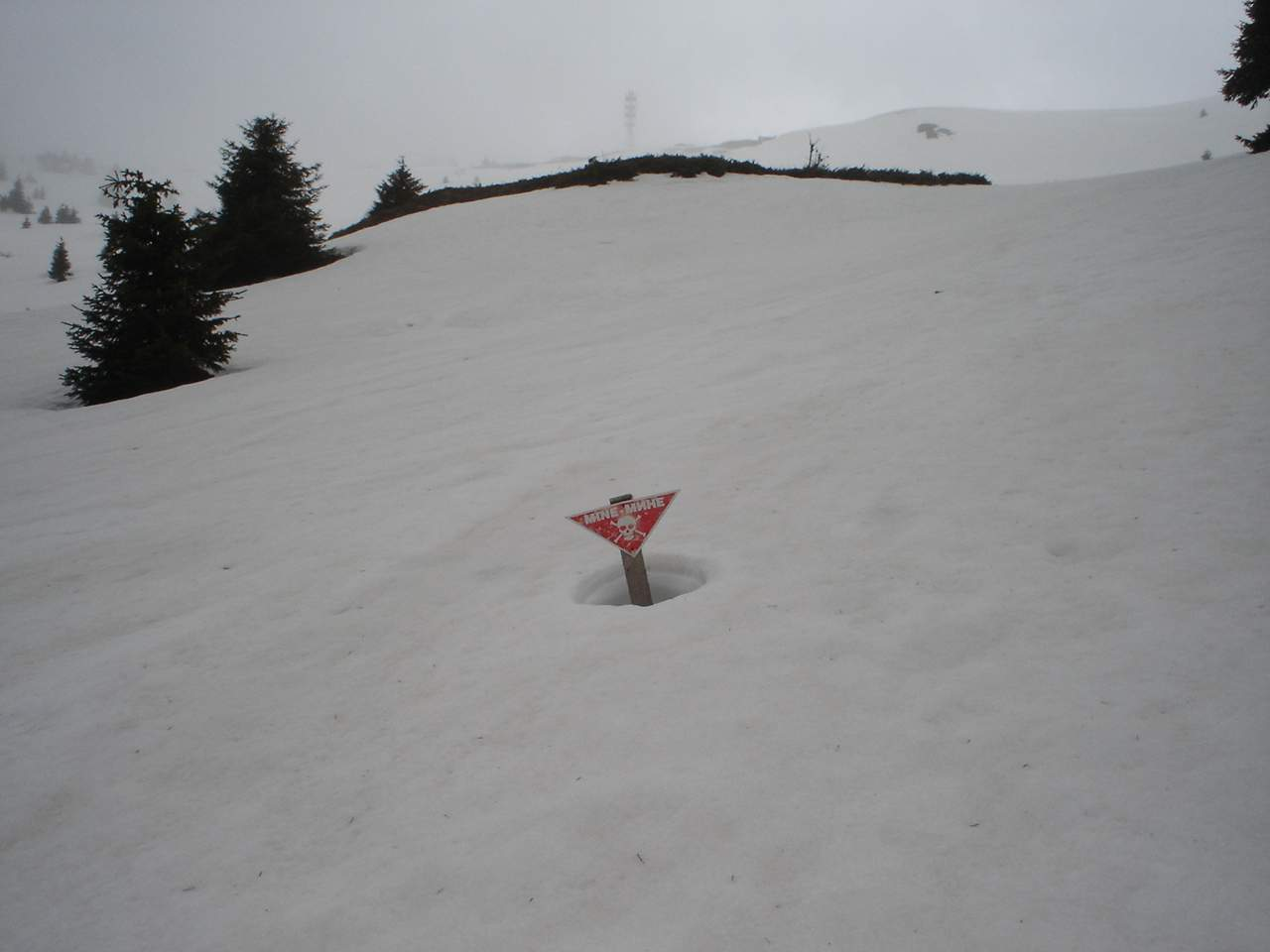
一处滑雪场的地雷警告牌

### 正面
有份参与北约空袭的人决定以行动支持战争决定。克林顿政府国防部长威廉·科恩表示：“科索沃的大规模屠杀骇人听闻，难民躲避塞族压迫的生活景象，表明这一场结束种族灭绝的正义斗争。”他在CBS节目《面对全国》表示：“我们已了解到有10万名老人失踪……他们可能遇害。”克林顿援引同一数据，称“至少10万（科索沃阿尔巴尼亚族）人失踪”。随后，克林顿就南斯拉夫选举表态：“他们不得不去应付米洛舍维奇先生给科索沃下的命令^他们得作出是否支持其领导的决定，他们是否以为成千上万人遇害是件平常事……”在同一新闻发布会上，克林顿还表示：“北约是有计划阻止种族清洗和屠杀。”克林顿还以犹太人大屠杀与科索沃事件作比较。”CNN报道：“在指责塞尔维亚人对科索沃的种族清洗类似于二战期间的犹太人大屠杀，慷慨激昂的肯林顿总统，试图周二为他派遣美军到南斯拉夫作战的决定造势，随着外交和平努力的崩溃，民众的前景似乎是愈发支持。克林顿政府还声称塞族部队犯下了种族灭绝罪。”《纽约时报》报道，“当局称‘种族灭绝’的证据越来越多，包括规模庞大的‘可恶犯罪行为’，政府还以最强烈的语调谴责南斯拉夫空军总统斯洛博丹·米洛舍维奇。”美国国务院还给出阿族死亡人数的最高估计。1996年5月，美国国防部长威廉·科恩表示，“可能高达10万名阿族人死亡”。轰炸结束五个月，发现2,108具尸体，估计尸体总数不超过11,000具。
美国众议院议员1999年3月11日通过一项不具约束力的决议，以219比191的票数表决，有条件批准克林顿计划派出4000人的军队参与北约维和任务。4月下旬，众议院拨款委员会批准拨款130亿美元用以支付空战成本，但第二项无约束力的决议，以213比213的票數表决失败。3月下旬，美国参议院以58比41的票数通过第二项决议案。

### 负面

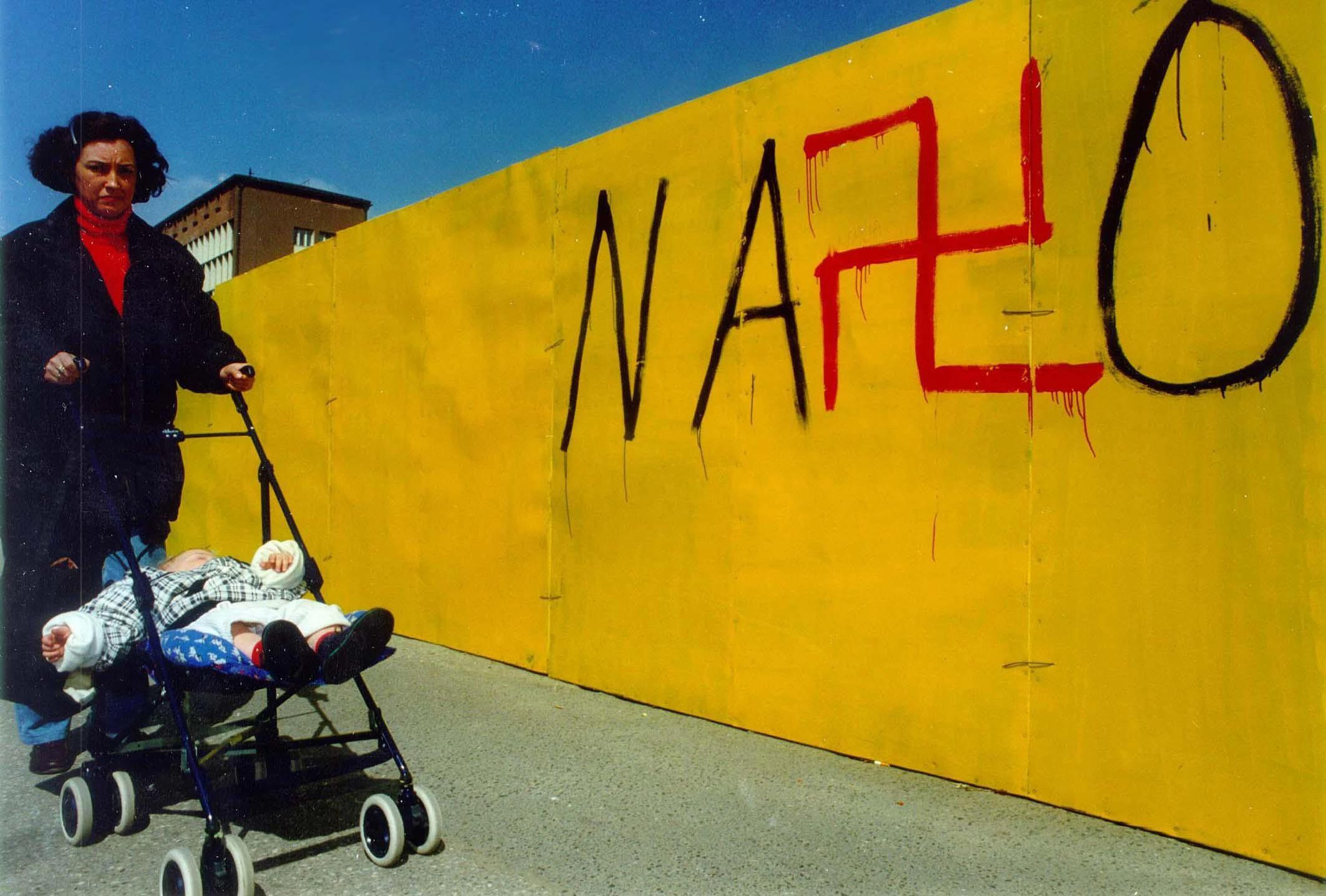
諾維薩德牆上的反北約塗鴉，這座城市也受到北約轟炸。

也有对战役的批评。约瑟夫·拉法指北约夸大阿族人死亡人数，以便把「制止種族滅絕」作為轟炸行動的理據。美国总统克林顿及其内阁，被指夸大被塞尔维亚人杀害的阿族人数量。媒體監督組織 Accuracy in Media 指控該聯盟歪曲科索沃局勢並謊報平民死亡人數，以證明美國捲入衝突是正當的。其他記者指出，北約的行動或者引發或加速了科索沃的種族清洗，這與該其既定目標背道而馳，因為在此之前南斯拉夫部隊限制了他們的活動。
2006年4月25日接受塞尔维亚广播电视台记者达尼洛·曼迪奇采访时，诺姆·乔姆斯基称时任副国务卿兼战争期间美方谈判代表斯特普·塔尔博特，否认约翰·诺里斯2005年新书《冲突轨迹：北约、俄罗斯和科索沃的碰撞》指战争的推动力是“阿尔巴尼亚人的困境”，声称真正的原因是“南斯拉夫的抵抗......（和）政治及经济改革”，推动着整个地区市场的自由化和宽松管制。2006年5月31日，美国加州大学伯克利分校教授布拉德·德隆驳斥了这一指控，并指出乔姆斯基引用的原文。塔尔博特声称“科索沃危机是出于人们对米洛舍维奇政府的无奈，害怕不稳定的冲突局势会在该地区进一步蔓延”，并同时声称“许多外人指责西方国家选择性干预科索沃——在一触即发的巴尔干地区开战，还要避免苏丹和卢旺达。这种情况很艰难，朗布依埃谈判破裂后，仅十年的死伤、破坏，和米洛舍维奇边缘政策，推动北约采取行动。大多数北约大国领导是“第三条道路”政策的支持者，领导着社会进步和经济中间派的政府。这些人没有一个是特别强悍，而米洛舍维奇并没有让他们在政治上有喘息空间，来虐待他。”
一般情况下，《联合国宪章》不允许军事干预其他主权国家，例外的少数情况需联合国安理会决定。俄罗斯就此事在安理会提出决议草案，其中肯定“单方面使用武力公然违反《联合国宪章》”。中国、纳米比亚和俄罗斯投票赞成，12個理事国投票反对，因而未获安理会通过。美國記者威廉·布魯姆指出，塞爾維亞未從來或暗示攻擊或準備攻擊北約成員國。
印度总理阿塔尔·比哈里·瓦杰帕伊谴责北约的轰炸行动，要求停止空袭，并将问题提交给联合国。由于南斯拉夫是不结盟运动的一部分，他宣布将在该论坛上提出这个问题。在1999年5月的一次政治集会上，瓦杰帕伊表示，“北约正在盲目轰炸南斯拉夫”，“那里[南斯拉夫]正在发生毁灭之舞。成千上万的人无家可归。而联合国对此视而不见。北约的工作是防止战争还是助长战争？”
以色列外交部長艾里爾·夏隆批評北約轟炸南斯拉夫是野蠻的干涉主義，並表示以色列反對「侵略行為」和「傷害無辜人民」，希望雙方盡快回到談判桌前。然而，在競選活動後期，總理本雅明·內塔尼亞胡卻表示支持北約，以色列向112名科索沃阿爾巴尼亞難民提供醫療援助，並將他們安置在以色列。
1999年4月29日，南斯拉夫在海牙國際法院对10个北约成员国（比利时、德国、法国、英国、意大利、加拿大、荷兰、葡萄牙、西班牙和美国）提请诉讼，指军事行动违反了1948年《防止及懲治滅絕種族罪公約》第9条，而依第38条第5段规定，南斯拉夫有司法管轄權可提告。6月2日，国际法院以8-4的票数裁定，南斯拉夫没有司法管轄權。十个被指控国家有四个（美国、法国、意大利和德国）已完全撤回法院的“任择条款”。南斯拉夫接受任择条款后仅三天又递交诉状，国际法院裁定没有起诉英国或西班牙的司法管辖权，这两个国家只同意向国际法院提交诉讼，起诉方须接受任择条款一年以上才能提出诉讼。尽管有反对意见，南斯拉夫还是有起诉比利时、荷兰、加拿大和葡萄牙的法律管辖权，国际法院又以多数票确定，北约的轰炸式“人道干预”没有违反《防止及懲治滅絕種族罪公約》第9条。
国际特赦组织发布声明，称北约部队蓄意攻击民用目标（如轰炸塞尔维亚电视台总部），还轰炸一定会有平民遇害的目标。北约以「毫无依据和站不住脚」为由否定该报告。该报告发布一周前，国际刑事法庭前南斯拉夫首席检察官卡拉·德尔庞特告诉联合国安理会，她对北约行动的调查没有发现北约及其领导者犯有战争罪的理据。
大部分美国众议院共和党黨員投票反对两个批准美国参与北约任务的非约束性决议。
大約2000名塞爾維亞裔美國人和反戰活動人士在紐約市抗議北約空襲，另外有7000多人在悉尼抗議。 希臘各地舉行了大規模抗議活動，而莫斯科、倫敦、多倫多、柏林、斯圖加特、薩爾茨堡和斯科普里也舉行了示威活動。
2022年3月24日，在2022年俄罗斯入侵乌克兰后，亞洲時報在線发文批评了北约以“制止种族灭绝”为由轰炸南斯拉夫，为俄罗斯以顿巴斯种族灭绝指控为理由侵略乌克兰树立了一个危险的“道德”先例。西方以塞尔维亚对阿尔巴尼亚族犯下的“战争罪行”为由，以侵略塞尔维亚的形式干预了南斯拉夫内战，绝大多数西方国家在这之后承认了自称从塞尔维亚独立出的科索沃；而俄罗斯人也因坚持认为乌克兰正在推动顿巴斯种族灭绝，以图消灭乌克兰的俄语使用人口，以“去纳粹化”为由干预了乌克兰，以及承认了自称从乌克兰独立出来的顿涅茨克人民共和国和卢甘斯克人民共和国——俄罗斯似乎在对乌克兰的干涉中，使用了与北约干涉南斯拉夫类似的论据。与俄罗斯对乌克兰造成的更严重破坏类似，北约亦打击了塞尔维亚的民用基础设施，并造成了这之后科索沃阿尔巴尼亚族的流离失所。根据西方主流说法，北约轰炸南斯拉夫是正当的，而俄罗斯入侵乌克兰不是如此——文章认为，这是在1999年后，二元思维盛行于任何理性辩论之上成为常态的结果。文章亦提及，冤冤相报永无完了，根据两次干涉中的某一次为错误推得另一次干涉为正确是错误的。

### 引用
1. ↑  A historical overview of Operation Allied Force （页面存档备份，存于）.
2. ↑  NATO hits Montenegro, says Milosevic faces dissent （页面存档备份，存于）, CNN, April 29, 1999
3. ↑  Lambeth, Benjamin S. . Airforce-magazine.com.   [2012-09-27]. （原始内容存档于2012-11-16）.
4. ↑  . Militaryhistory.about.com.   [2012-09-27]. （原始内容存档于2012-11-19）.
5. ↑  http://www.globalsecurity.org/military/ops/allied_force_orbat_trends.htm （页面存档备份，存于） Accessed July 19, 2009. Archived July 22, 2009.
6. ↑   (PDF): 31–32.   [19 August 2011]. （原始内容存档 (PDF)于2016-11-02）.
7. 1 2  . Defense.gov.   [2012-01-20]. （原始内容存档于2010-02-28）.
8. 1 2 3 4  . Acig.org.   [2009-03-24]. （原始内容存档于2009-04-10）.
9. 1 2  Two die in Apache crash （页面存档备份，存于）, BBC May 5, 1999.
10. ↑  .   [19 August 2011]. （原始内容存档于2020-08-08）.
11. ↑  . PBS.   [19 August 2011]. （原始内容存档于2000-04-23）.
12. ↑  . Airliners.net.   [2009-03-24]. （原始内容存档于2009-03-29）.
13. 1 2  .   [2017-10-09]. （原始内容存档于2011-06-09）.
14. 1 2  Riccioni, Colonel Everest E. "Description of our Failing Defence Acquisition System." （页面存档备份，存于） Project on government oversight, March 8, 2005. Note: "This event, which occurred during the Kosovo conflict on March 27, was a major blow to the US Air Force. The aircraft was special: an F-117 Nighthawk stealth bomber that should have been all but invisible to the Serbian air defences. And this certainly wasn't a fluke—a few nights later, Serb missiles damaged a second F-117."
15. ↑  .   [19 August 2011]. （原始内容存档于2012-01-19）.
16. ↑  .   [19 August 2011]. （原始内容存档于2012-09-12）.
17. ↑  Генерал Великович на авиашоу (довоенная фотография). 26 марта ему предстояло сбить F-16 (88-0490 Генерал Великович на авиашоу (довоенная фотография). 26 марта ему предстояло сбить F-15C (88-0490 （页面存档备份，存于）
18. ↑  . F-16.net.   [2009-03-24]. （原始内容存档于2009-03-28）.
19. ↑  . Airliners.net.   [2009-03-24]. （原始内容存档于2009-03-29）.
20. ↑  . BBC News. 1999-05-02  [19 August 2011]. （原始内容存档于2014-01-14）.
21. 1 2  Rip & Hasik 2002，第411頁.
22. ↑  John Pike. . Globalsecurity.org.   [2012-01-20]. （原始内容存档于2012-03-04）.
23. ↑  . B92.net.   [2012-01-20]. （原始内容存档于2011-06-19）.
24. ↑  . tanjug.rs. 2012-03-24  [2012-04-15]. （原始内容存档于2012-05-12）.
25. ↑  David Hackworth:Spinners, sinners and no winners （页面存档备份，存于）
26. ↑  . The Guardian.   [2014-07-14]. （原始内容存档于2012-02-13）.
27. ↑  . Wsws.org. 1999-06-10  [2012-09-27]. （原始内容存档于2012-12-13）.
28. ↑  . Socialismtoday.org.   [2012-09-27]. （原始内容存档于2015-09-24）.
29. ↑  . BBC News. 1999-06-03  [2014-07-14]. （原始内容存档于2020-01-08）.
30. ↑  . The New York Times. 1999-06-28  [2014-07-14]. （原始内容存档于2020-08-08）.
31. 1 2  . Pbs.org.   [2012-01-20]. （原始内容存档于2016-01-01）.
32. ↑  Clark, Colin. . CDI. 2009-03-03  [2009-04-19]. （原始内容存档于2011-06-28）.
33. 1 2  . HRW.   [2012-01-20]. （原始内容存档于2009-05-13）.
34. ↑  . HRW.   [2012-01-20]. （原始内容存档于2020-08-08）.
35. ↑  Bonnén, Preben. . LIT Verlag Berlin-Hamburg-Münster. 2003: 188. ISBN 978-3-8258-6711-9.
36. ↑  RTS: Порекло имена "Милосрдни анђео" (On the origin of the name "Merciful Angel") （页面存档备份，存于）, 26 Mar 2009 （塞爾維亞文）
37. 1 2   （页面存档备份，存于）（英文）
38. 1 2  The Prosecutor vs Milan Milutinović et al. – Judgement, 26 February 2009, pp. 88–89
39. ↑  The Prosecutor vs Milan Milutinović et al. – Judgement, 26 February 2009, p. 416.
40. ↑  . The Guardian. 28 April 1999  [5 October 2021]. （原始内容存档于5 October 2021）.
41. ↑  Suy, Eric. . Leiden Journal of International Law (Cambridge University Press). 2000, 13: 193–205. S2CID 145232986. doi:10.1017/S0922156500000133. （原始内容存档于12 April 2022）.
42. ↑  NATO. . 1999-04-12  [2011-08-02]. （原始内容存档于2011-06-29）.
43. ↑  Walker, Martin. . The Guardian. 1999-05-04  [2023-06-10]. （原始内容存档于2023-06-10） （英国英语）.
44. 1 2  Guardian staff and agencies. . The Guardian. 1999-05-20  [2023-06-10]. （原始内容存档于2023-06-10） （英国英语）.
45. 1 2  Norton-Taylor, Richard. . The Guardian. 1999-05-08  [2023-06-10]. （原始内容存档于2022-01-26）.
46. 1 2  Sadler, Brent. . CNN. 1999-06-04  [2023-06-10]. （原始内容存档于2023-06-10） （美国英语）.
47. ↑  Norton-Taylor, Richard. . The Guardian. 1999-04-24  [2023-06-10]. （原始内容存档于2023-06-10） （en-BG）.
48. 1 2 3 4   (PDF): 10.   [24 March 2018]. （原始内容存档 (PDF)于30 August 2014）.
49. 1 2  Mikovic, Nikola. . Asia Times (香港). 2022-03-24  [2023-06-10]. （原始内容存档于2023-06-10） （英语）.
50. ↑  Judah. . Yale University Press. 2009: 327. ISBN 978-0-300-15826-7.
51. ↑  John Keegan, ‘Please, Mr Blair, never take such a risk again’, Telegraph, London, June 6, 1999, Telegraph.co.uk – Telegraph online, Daily Telegraph and Sunday Telegraph – Telegraph （页面存档备份，存于）)
52. ↑  K. Webb, 'Strategic Bombardment & Kosovo: Evidence from the Boer War', Defense & Security Analysis, September 2008, Volume 24, Edition 3
53. ↑  Gray in Cox and Gray 2002, p. 339 Air Power History: Turning Points from Kitty Hawk to Kosovo
54. ↑  Andrew Gilligan, ‘Russia, not bombs, brought end to war in Kosovo, says Jackson’, Telegraph, August 1, 1999, Telegraph.co.uk – Telegraph online, Daily Telegraph and Sunday Telegraph – Telegraph （页面存档备份，存于）)
55. ↑  Ritche in Cox and Gray 2002, p. 328. Air Power History: Turning Points from Kitty Hawk to Kosovo
56. ↑  Benjamin S. Lambeth, NATO's Air War For Kosovo: A Strategic and Operational Assessment, (Santa Monica: RAND, 2001), NATO's Air War for Kosovo: A Strategic and Operational Assessment | RAND （页面存档备份，存于）: pp. 69–70
57. ↑  Stephen T. Hosmer, The Conflict Over Kosovo: Why Milosevic Decided to Settle When He Did, (Santa Monica: RAND, 2000), pp. 88–9, The Conflict Over Kosovo: Why Milosevic Decided to Settle When He Did | RAND （页面存档备份，存于）: p. 117
58. ↑  Hosmer, 2000: p. 117
59. ↑  Hosmer, 2000: pp. 88–9
60. ↑  General Wesley Clark, Waging Modern War, (New York: Public Affairs, 2001), pp. 305, 425
61. ↑  Lambeth, 2001: p. 74
62. ↑  Ritchie in Cox and Gray 2002, p. 325 Air Power History: Kitty Hawk to Kosovo
63. ↑  Ritchie in Cox and Gray 2002, p. 328 Air Power History: Kitty Hawk to Kosovo
64. ↑  Perlez, Jane. . The New York Times. 1999-03-22  [2009-02-15].
65. ↑  . Organization for Security and Co-operation in Europe.   [2012-10-22]. （原始内容存档于2013-01-19）.
66. 1 2  . BBC News. 1999-03-23  [19 August 2011]. （原始内容存档于2013-02-24）.
67. 1 2  Gellman, Barton. . Washington Post (San Francisco Chronicle). 1999-03-24  [19 August 2011]. （原始内容存档于2013-01-04）.
68. ↑   (新闻稿). NATO. 1999-03-23  [19 August 2011]. （原始内容存档于2011-11-27）.
69. 1 2  Independent International Commission on Kosovo. . Oxford University Press. 2000  [19 August 2011]. ISBN 978-0-19-924309-9. （原始内容存档于2020-08-04）.
70. 1 2   (新闻稿). NATO. 1999-03-24  [19 August 2011]. （原始内容存档于2011-11-27）.
71. 1 2  . BBC News. October 24, 2001  [11 September 2022]. （原始内容存档于1 September 2017）.
72. ↑  . refworld.org. Human Rights Watch. 1 February 2000  [11 September 2022]. （原始内容存档于27 March 2022）.
73. ↑  . AFP. 6 January 2000. Videotape shown by NATO to explain the killing of at least 14 civilians aboard a train on a bridge in Serbia last April was shown at triple its real speed, the German daily Frankfurter Rundschau reports in its Thursday edition.. General Wesley Clark, shortly afterwards showed two videotapes of the train appearing to be traveling fast on the bridge, and said it had then been impossible to alter the missiles' trajectories. The Frankfurt newspaper said the two videotapes were both shown at three times normal speed. A spokesman for NATO'S military command in Mons, Belgium, acknowledged in a telephone interview with AFP that those images had been altered by "a technical problem."
74. ↑  Englund. . Baltimore Sun. 1999-06-20  [2012-07-04]. （原始内容存档于2014-02-22）.
75. ↑  Krieger. . Cambridge University Press. 2001: 352. ISBN 9780521800716.
76. ↑  . Sunday Free Lance-Star. 1999-05-16.
77. ↑  . Chicago Tribune. 1999-05-16  [2012-07-04]. （原始内容存档于2014-02-22）.
78. ↑  . CNN.   [19 August 2011]. （原始内容存档于2012-10-26）.
79. ↑  . Hrw.org.   [2011-03-13]. （原始内容存档于2009-05-13）.
80. ↑  . Amnesty International. April 23, 2009  [February 18, 2013]. （原始内容存档于8 February 2015）.
81. ↑  Ponniah, Kevin; Marinkovic, Lazara. . BBC News. 7 May 2019  [12 October 2021]. （原始内容存档于30 March 2020）. In total, three people were killed and at least 20 injured.
82. ↑  . CNN. （原始内容存档于April 2, 2015）.
83. ↑  . CNN. May 10, 1999  [2021-10-12]. （原始内容存档于27 March 2022）.
84. ↑  . C-SPAN. May 10, 1999  [2021-10-12]. （原始内容存档于26 December 2021） （美国英语）. Begin time: 00:34 End time: 01:54
85. ↑  Dumbaugh, Kerry. . EveryCRSReport.com. April 12, 2000  [2021-12-21]. （原始内容存档于2021-10-28） （英语）. U.S. officials offered a number of apologies for the attack...May 10, 1999 – President Clinton, in opening remarks at a White House strategy meeting on children and violence, began with "I would like to say a word about the tragic bombing of the Chinese Embassy in Belgrade. I have already expressed our apology and our condolences to President Jiang and to the Chinese people...."
86. ↑  Kevin Ponniah; Lazara Marinkovic. . BBC News. 7 May 2019  [7 May 2019]. （原始内容存档于30 March 2020）.
87. 1 2  . UNICTY.   [2014-07-14]. （原始内容存档于2012-09-14）.
88. ↑  Dumbaugh, Kerry. . Congressional Research Service publication. 2000-04-12  [2010-04-08]. （原始内容存档于2017-05-12）.
89. ↑  . Af.mil.   [2012-01-20]. （原始内容存档于2012-07-22）.
90. ↑  . Jfcnaples.nato.int.   [2012-01-20]. （原始内容存档于2010-11-12）.
91. ↑  The verdict of the Hague Tribunal （页面存档备份，存于） (Serbian)
92. ↑  Statistic from: "The Kosovo refugee crisis: an independent evaluation of UNHCR's emergency preparedness and response," UNHCR Evaluation and Policy Analysis Unit, February 2000.
93. ↑  Ramet, Sabrina P. . Cambridge University Press. 8 December 2005. ISBN 9780521616904 –Google Books.
94. ↑  Bieber, Florian; Daskalovski, Zidas. . Taylor & Francis. 1 April 2003. ISBN 9780203500736 –Google Books.
95. ↑  Thomas, Raju G. C. . Lexington Books. 27 October 2017. ISBN 9780739107577 –Google Books.
96. ↑  Gibbs, David N. . Vanderbilt University Press. 27 October 2017  [4 June 2020]. ISBN 9780826516459. （原始内容存档于11 January 2023） –Google Books.
97. ↑  . spectrezine.org.   [17 February 2018]. （原始内容存档于27 October 2017）.
98. ↑  Schwarz, Peter. . wsws.org.   [17 February 2018]. （原始内容存档于28 October 2012）.
99. ↑  Totten, Samuel; Bartrop, Paul Robert. . Greenwood Publishing Group. 27 October 2017  [4 June 2020]. ISBN 9780313346446. （原始内容存档于11 January 2023） –Google Books.
100. ↑  Gallagher, Tom. . Routledge. 27 October 2017. ISBN 9780415349406 –Google Books.
101. ↑   (PDF).   [2012-01-20]. （原始内容存档 (PDF)于2011-09-28）.
102. ↑  Zoller, Matt. . Archive.salon.com.   [2012-01-20]. （原始内容存档于2008-02-10）.
103. ↑  daenet d.o.o. . Sense-agency.com. 1999-03-24  [2009-03-24]. （原始内容存档于2009-03-09）.
104. ↑  Miladinović, Aleksandar. . BBC Serbian. 29 March 2019  [18 January 2022]. （原始内容存档于18 January 2022）.
105. ↑  . NATO.   [2011-04-24]. （原始内容存档于2011-06-29）.
106. 1 2  . Acig.org.   [2011-03-13]. （原始内容存档于2014-02-14）.
107. 1 2  . Ejection-history.org.uk.   [2011-03-13]. （原始内容存档于2010-01-17）.
108. ↑  Schmitt, Eric. . The New York Times. 1999-04-24  [2011-03-13]. （原始内容存档于2020-11-07）.
109. ↑  . Faqs.org.   [2009-03-24]. （原始内容存档于2009-04-26）.
110. ↑  . USA Today. 2005-10-26  [2007-05-08]. （原始内容存档于2012-07-13）.
111. ↑  Safe distance （页面存档备份，存于）, found footage from the cockpit of the shot down F117
112. ↑  Nixon, Mark. "Gallant Knights, MiG-29 in Action during Allied Force." AirForces Monthly magazine, January 2002
113. 1 2  . Sponauer.com.   [2011-03-13]. （原始内容存档于2011-05-20）.
114. ↑  Rodgers, Walter. . cnnespanol.com. CNN. 1999-05-02  [2013-04-17]. （原始内容存档于2013-06-20）.
115. ↑  John Pike. . Globalsecurity.org.   [2011-03-13]. （原始内容存档于2011-04-16）.
116. ↑  . www.norli.no.   [2017-10-09]. （原始内容存档于2016-03-07）.
117. ↑  . www.norli.no.   [2017-10-09]. （原始内容存档于2014-04-21）.
118. ↑  .   [2017-10-09]. （原始内容存档于2016-03-04）.
119. ↑  .   [2017-10-09]. （原始内容存档于2017-10-19）.
120. ↑  Sergeant William Wright —B Company 9th Engineers (July 17, 1999); Specialist Sherwood Brim —B Company 9th Engineers(July 17, 1999); Private First Class Benjamin McGill — C Company 1st Battalion 26th Infantry (August 5, 1995).
121. ↑  . BBC. 2010-11-14  [2014-07-14]. （原始内容存档于2020-11-11）.
122. ↑  . BBC. 2000-03-09  [2008-02-08]. （原始内容存档于2011-02-25）.
123. ↑  Douglas, Frank R. . Greenwood Publishing. 2008: 98  [2014-07-14]. ISBN 978-0-313-34476-3. （原始内容存档于2020-08-06）.
124. ↑  Hyde-Price, Adrian. . . London and Portland, OR: Frank Cass. 2001. ISBN 978-0-714-65172-9. See p. 19.
125. ↑  .   [2014-07-14]. （原始内容存档于2009-05-13）.
126. ↑  . Iran Defense Forum. Irandefence.net.   [2009-03-24]. （原始内容存档于2009-03-05）.
127. ↑  Cordesman, Anthony H. . Greenwood Publishing Group. 2001: 349  [19 August 2011]. ISBN 978-0-275-97230-1.
128. ↑  Fraser, Christian. . BBC News. 2007-01-10  [19 August 2011]. （原始内容存档于2011-12-02）.
129. ↑  .   [19 August 2011]. （原始内容存档于2011-08-05）.
130. ↑  . BBC News. 21 April 1999  [20 September 2015]. （原始内容存档于18 October 2015）.
131. ↑  Dinkic, Mladjan. . Free Serbia. 9 July 2000  [18 September 2015]. （原始内容存档于18 October 2015）.
132. ↑  . B92. 9 June 2006  [21 September 2015]. （原始内容存档于26 September 2015）.
133. ↑  Wells, Mike; Fellows, Nickn. . Cambridge University Press. 2016: 166. ISBN 978-1107560963.
134. ↑  . BBC. 17 April 1999  [24 March 2020]. （原始内容存档于14 September 2022）.
135. ↑  . CNN. 20 May 1999  [24 March 2020]. （原始内容存档于17 September 2019）.
136. ↑  Ćurčić, Slobodan. . JNASSS. 2000, 14 (2): 126–128  [24 March 2020]. （原始内容存档于4 March 2020）.
137. ↑  . Balkan Insight. 21 April 2010  [24 March 2020]. （原始内容存档于24 March 2020）.
138. ↑  . United Nations Environment Programme. 2002  [2023-06-11]. （原始内容存档于2023-02-08）.
139. 1 2 3 4  . history.com. HISTORY. 21 July 2010  [18 February 2019]. （原始内容存档于4 September 2022）.
140. ↑  Hehir, Aidan. . Macmillan International Higher Education. 2013: 232. ISBN 978-1-13730-157-4.[]
141. ↑  Bacevich & Cohen 2002，第78–79頁.
142. 1 2  Corpus Christi Caller Times. . Caller2.com. 1999-06-27  [2009-03-24]. （原始内容存档于2009-03-05）.
143. ↑  . United Nations | International Residual Mechanism for Criminal Tribunals.   [25 February 2019]. （原始内容存档于19 February 2019）.
144. ↑  Dobbs, Michael. . The Washington Post. 11 December 2000  [25 February 2019]. （原始内容存档于24 May 2022）.
145. ↑  Tweedie, Neil. . The Daily Telegraph. 31 March 2009  [25 February 2019]. （原始内容存档于11 January 2022）.
146. ↑  . Human Rights Watch. August 1999  [4 December 2016]. （原始内容存档于2 September 2012）.
147. ↑  . The Guardian. 10 June 1999  [15 December 2016]. （原始内容存档于30 December 2016）.
148. ↑  . Los Angeles Times. 13 June 1999  [5 October 2015]. （原始内容存档于5 October 2015）.
149. ↑  . The New York Times. 14 June 1999  [11 February 2017]. （原始内容存档于24 July 2016）.
150. ↑  . The Washington Post. 25 July 1999  [5 September 2017]. （原始内容存档于25 May 2018）.
151. ↑  . CNN. 9 May 2001  [25 February 2019]. （原始内容存档于30 May 2021）.
152. ↑  . rafmuseum. rafmuseum.org.uk.   [25 February 2019]. （原始内容存档于25 February 2019）.
153. ↑   (PDF). assets.publishing.service.gov.uk. Ministry of Defense.   [25 February 2019]. （原始内容存档 (PDF)于26 February 2019）.
154. ↑  A. Halliday, Hugh. . warmuseum. warmuseum.ca.   [25 February 2019]. （原始内容存档于25 February 2019）.
155. ↑  Rezaian, Jason. . The Washington Post. 17 February 2017  [25 February 2019]. （原始内容存档于17 January 2019）.
156. ↑  Cohen, William (April 7, 1999). "Secretary Cohen's Press Conference at NATO Headquarters". （页面存档备份，存于）
157. ↑  Doggett, Tom (May 16, 1999). "Cohen Fears 100,000 Kosovo Men Killed by Serbs （页面存档备份，存于）". The Washington Post.
158. ↑  Clinton, Bill (May 13, 1999). Speech by President to Veterans Organizations on Kosovo （页面存档备份，存于）
159. 1 2  Clinton, Bill (June 25, 1999). "Press Conference by the President". （页面存档备份，存于）
160. ↑  Clinton: Serbs must be stopped now （页面存档备份，存于）. CNN March 23, 1999
161. ↑  Clines, Francis X (March 30, 1999). "NATO Hunting for Serb Forces; U.S. Reports Signs of 'Genocide'". The New York Times, p. A1.
162. ↑  Erlanger, Steven (November 11, 1999). "Early Count Hints at Fewer Kosovo Deaths". The New York Times, p. A6.
163. ↑  BBC News (November 12, 1999). "Q & A: Counting Kosovo's dead  （页面存档备份，存于）"
164. ↑  New York Times (March 12, 1999) "In Vote Clinton Sought to Avoid, House Backs a Force for Kosovo Archive.today的存檔，存档日期2012-07-14"
165. ↑  New York Times (April 29, 1999) "House G.O.P. Adds Billions for Military In Balkans Package"
166. ↑  .   [19 August 2011]. （原始内容存档于2020-10-26）.
167. ↑  Farah, Joseph (1999). "The Real War Crimes （页面存档备份，存于）".
168. ↑  Schlafly, Phyllis (November 19, 1999). "Numbers Game in Kosovo". Washington Times.
169. ↑  Irvine, Reed; Kincaid, Cliff. . aim.org. Accuracy in Media. 24 November 1999  [2022-04-05]. （原始内容存档于2022-03-29）.
170. ↑  Layne, Christopher; Schwarz, Benjamin. . The Washington Post. 26 March 2000  [2022-04-05]. （原始内容存档于2021-02-04）.
171. ↑  Cockburn, Alexander. . Los Angeles Times. October 29, 1999  [2022-04-05]. （原始内容存档于2022-05-20）.
172. ↑  Bancroft, Ian. . The Guardian. 24 March 2009  [2022-04-05]. （原始内容存档于2022-05-01）.
173. ↑  On the NATO Bombing of Yugoslavia, Noam Chomsky interviewed by Danilo Mandic （页面存档备份，存于） Chomsky.info, April 25, 2006, Accessed January 13, 2014
174. ↑  On the NATO Bombing of Yugoslavia... （页面存档备份，存于）, Brad DeLong, May 31, 2006, Accessed January 13, 2014
175. ↑  Talbott, Strobe. "Collision Course: NATO, Russia, and Kosovo", 2005
176. ↑  . United Nations Organisation. 1999-03-26  [2009-04-19]. （原始内容存档于2014-09-20）.
177. ↑  {{cite web| 일산출장마사지 （页面存档备份，存于）
178. ↑  William Blum. . Zed Books. 2013: 156.
179. ↑  Pradhan, Sharat. Vajpayee condemns NATO war in Kosovo. 的存檔，存档日期18 November 2008.. Rediff, 29 March 1999.
180. ↑  Faiola, Anthony. Yugoslavia Air Campaign Ignites Anti-U.S. Sentiment. 的存檔，存档日期15 March 2018.. The Washington Post, 18 May 1999.
181. ↑  Ariel Sharon... by Robert Fisk 的存檔，存档日期26 September 2015. Friday 6 January 2006, The Independent
182. ↑  Jewish News of North California. "Kosovo refugees grateful for haven in Israeli kibbutz". 23 April 1999. Available online: http://www.jweekly.com/1999/04/23/kosovo-refugees-grateful-for-haven-in-israeli-kibbutz/ 的存檔，存档日期17 April 2017.
183. ↑  Greenberg, Joel. "An Indebted Israel Shelters a Kosovo Family". New York Times. 2 May 1999. Available online:  https://partners.nytimes.com/library/world/europe/050299kosovo-escape.html 的存檔，存档日期5 December 2013.
184. ↑  International Court of Justice - 7173 （页面存档备份，存于） Accessed January 13, 2013
185. 1 2 3 4  Review of the ICJ Order of June 2, 1999 on the Illegality of Use of Force Case （页面存档备份，存于） Anthony D'Amato:Leighton Professor of Law, Northwest University, June 2, 1999, Accessed January 13, 2014
186. ↑  . Amnesty International. 2009-04-23  [2014-07-14]. （原始内容存档于2015-02-08）.
187. ↑  Steven Erlanger. . New York Times. 2000-06-08  [2014-07-14]. （原始内容存档于2014-07-17）.
188. ↑  Steven Erlanger, ‘Human-rights Group Assails Nato For Yugoslavia Bombing Campaign’, Chicago Tribune, Chicago, June 8, 2000,  Archive.today的存檔，存档日期2012-07-10
189. ↑  .   [19 August 2011]. （原始内容存档于2012-10-18）.
190. ↑  .   [19 August 2011]. （原始内容存档于2012-10-18）.
191. 1 2  . BBC.   [5 May 2020]. （原始内容存档于2022-04-17）.
192. (PDF).   [2011-04-20]. （原始内容存档 (PDF)于2011-07-07）.

## 拓展阅读
- Byman, Daniel. L and Waxman, Mathew C. "Kosovo and the Great Air Power Debate". International Security, Vol. 24, No. 4. 2000. Pp. 5–38.
- New York Times—Chinese Embassy Bombing: A Wide Net of Blame（页面存档备份，存于），2000年4月17日